# Pieusse
Pieusse település Franciaországban, Aude megyében. Lakosainak száma 967 fő (2022. január 1.). Pieusse Cépie, Gardie, Limoux, Pomas, Saint-Hilaire, Saint-Martin-de-Villereglan és Villar-Saint-Anselme községekkel határos.

## Népesség
A település népessége az elmúlt években az alábbi módon változott:
| Lakosok száma | 458  | 697  | 877  | 927  | 1012 | 1015 | 987  | 967  | 968  | 967  |
|               | 1968 | 1982 | 1990 | 2006 | 2013 | 2015 | 2017 | 2019 | 2020 | 2022 |